# Têtu (outil)
Pour les articles homonymes, voir Têtu.

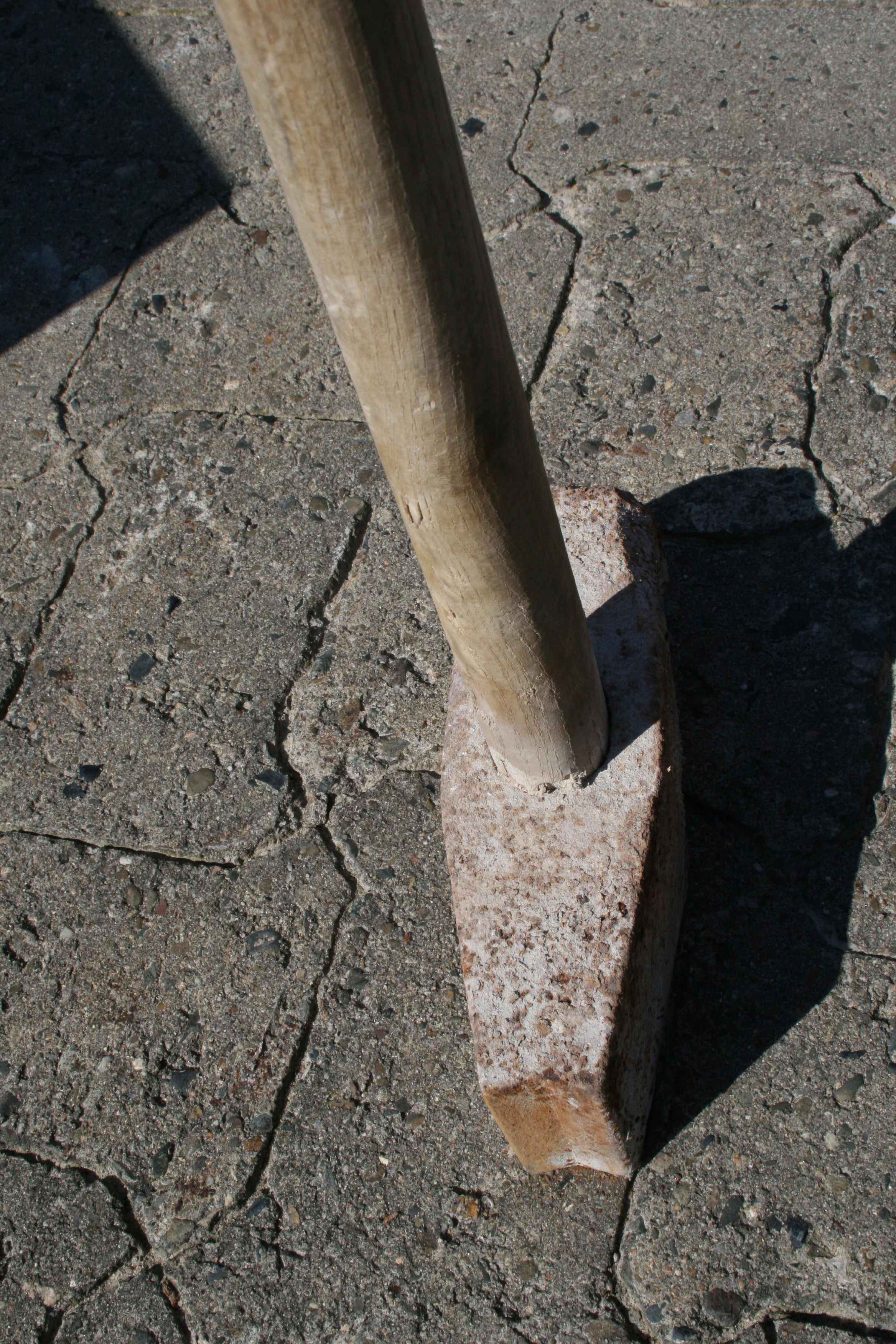
Un têtu à extrémité fendue.

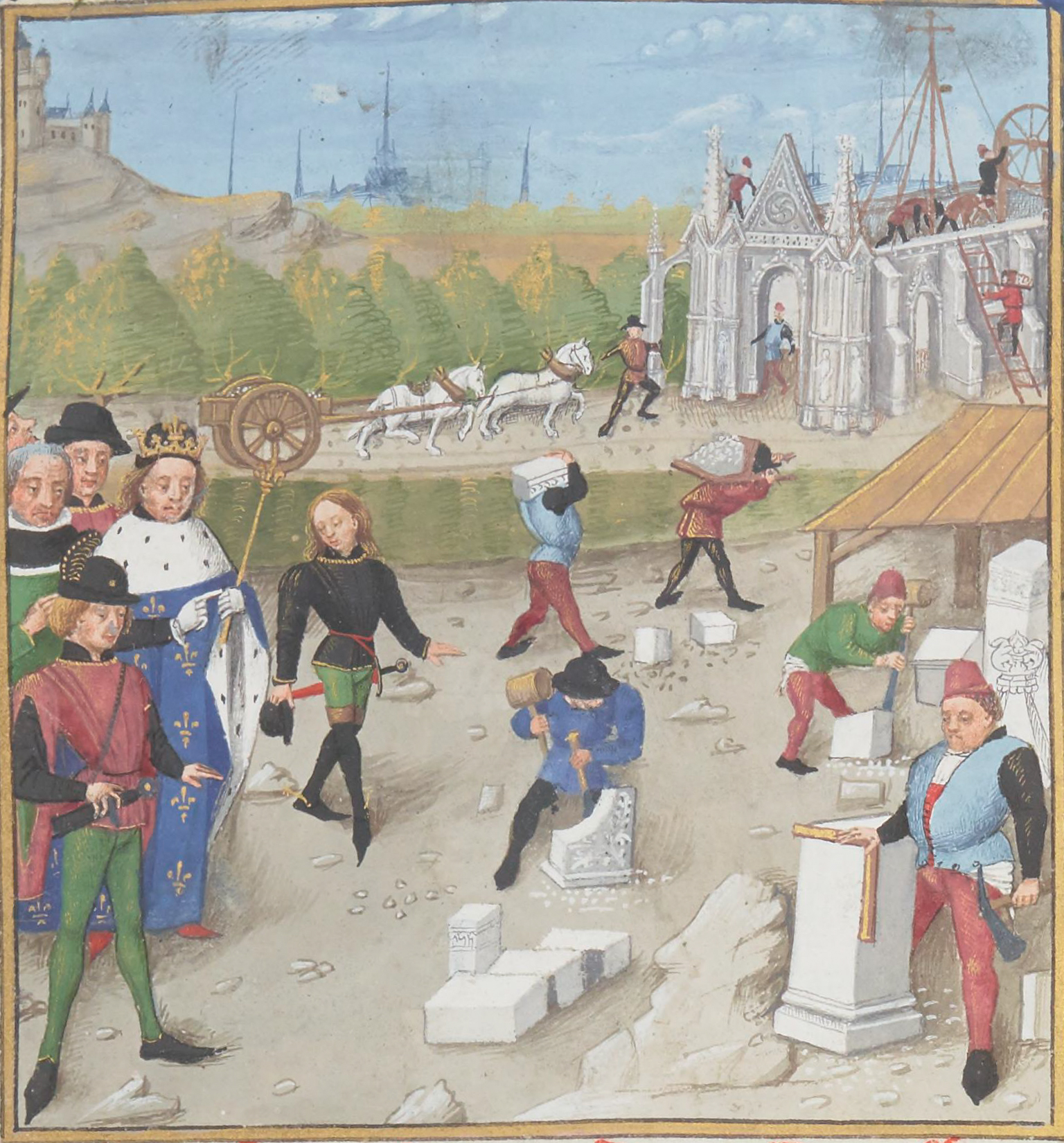
Un tailleur de pierre vérifie, avec son équerre, les angles droits d'un pilier, après l'avoir équarri avec son têtu (Dagobert visitant le chantier de la construction de Saint-Denis, enluminure de Robinet Testard dans les Grandes Chroniques de France, 1471).

Le têtu est un outil à percussion, ressemblant à un gros marteau ou à une masse, outil des tailleurs de pierre, des maçons et anciennement limousins, et des carriers. Dans la maçonnerie traditionnelle appelée la limousinerie, il sert à dégrossir ou à tailler grossièrement les moellons.
Différents types de têtus existent :
- têtu de maçon : outil qui sert à démolir ; c'est un gros marteau dont la tête est carrée et l'autre extrémité pointue ;
- têtu de limousin : outil qui sert à démolir ; c'est un gros marteau dont la tête est fendue et l'autre extrémité pointue ;
- têtu à arêtes : masse de fer dont les deux extrémités sont fendues ; il sert à casser la pierre et est nommé aussi masse.